# Ливерпуль (городская агломерация)
Городская агломерация Ливерпуль — крупнейшая после Большого Манчестера городская агломерация региона Северо-Западная Англия с населением более 800 тысяч человек. Основной город агломерации — Ливерпуль.
По данным министерства статистики Англии (Office for National Statistics) в 2001 году городская агломерация Ливерпуль состояла из 7 населенных пунктов с общей численностью населения 816 216 человек.

## Список населенных пунктов
Населенные пункты городской агломерации Ливерпуль приведены в порядке убывания численности населения.
- Ливерпуль 469 017
- Сент-Хеленс 102 629
- Бутл 59 123
- Хайтон и Роби 54 766
- Кросби 51 789
- Прескот 39 695
- Литерленд 22 242